# スパークルおおいたレーシングチーム
スパークルおおいたレーシングチーム（Sparkle Oita Racing Team）は、大分県を本拠地とする自転車ロードレースのプロチームである。	チーム名の「スパークル」は、自転車のロード選手が火花を散らす「スパークル（閃光）」と「スパ（温泉）」、「サイクル（自転車）」の造語。
競技チームはUCIコンチネンタルチーム(アジア)に属し、ジャパンサイクルリーグに属している。

## 歴史
- 2021年
  - 1月 - 設立
  - 新たに発足されるジャパンサイクルリーグに唯一の新規参入チームとして参戦。
  - 7月11日 - JCL第4戦広島トヨタ広島クリテリウム 沢田桂太郎が優勝し、チームとしても初優勝。
  - 8月6日 - JCLバンクリーグ大分ステージ 優勝
  - 8月14日 - JCLバンクリーグ名古屋ステージ 優勝 2021JCLバンクリーグ総合優勝を決める
  - 11月7日 - JCL第10戦那須塩原クリテリウム 沢田桂太郎が優勝
  - シーズン末をもって、小野寛人、宮崎泰史が退団
- 2022年
  - 住吉宏太、東優仁が加入
  - 4月17日 - JCL第2戦カンセキ宇都宮清原クリテリウム 沢田桂太郎が優勝、孫崎も3位に入る。
  - 9月27日 - JCL第8戦高知県宿毛市ロードレース 孫崎大樹が優勝
  - シーズン末をもって、孫崎大樹が退団。

## チーム陣容
- 監督 黒枝美樹
- メカニック 吉田柊哉

| 選手名     | 国籍 | 生年月日      | 前年所属チーム           | 備考 |
| ---------- | ---- | ------------- | ------------------------ | ---- |
| 黒枝士揮   | 日本 | 1992年1月8日  | TEAM BRIDGESTONE Cycling |      |
| 黒枝咲哉   | 日本 | 1995年9月28日 | シマノレーシング         |      |
| 孫崎大樹   | 日本 | 1996年7月18日 | TEAM BRIDGESTONE Cycling |      |
| 沢田桂太郎 | 日本 | 1998年1月21日 | TEAM BRIDGESTONE Cycling |      |
| 住吉宏太   | 日本 | 1991年7月1日  | 愛三工業レーシングチーム |      |
| 東優仁     | 日本 | 2001年9月7日  | VC福岡                   |      |

## 歴代陣容
| 2021年     | 2021年 | 2021年        | 2021年 |
| 選手名     | 国籍   | 生年月日      |        |
| ---------- | ------ | ------------- | ------ |
| 黒枝士揮   | 日本   | 1992年1月8日  |        |
| 黒枝咲哉   | 日本   | 1995年9月28日 |        |
| 孫崎大樹   | 日本   | 1996年7月18日 |        |
| 沢田桂太郎 | 日本   | 1998年1月21日 |        |
| 小野寛人   | 日本   | 1998年5月18日 |        |
| 宮崎泰史   | 日本   | 1999年9月5日  |        |